# Luz Rivas
Pour les articles homonymes, voir Rivas.
Luz Maria Rivas, née le 6 février 1974, est une femme politique américaine. Membre du Parti démocrate, elle siège à l'Assemblée de l'État de Californie de 2018 à 2024, représentant le 43e district, puis à la Chambre des représentants des États-Unis pour le 29e district de Californie depuis 2025.

## Jeunesse
Rivas est originaire de Los Angeles. Elle obtient un baccalauréat en sciences en génie électrique du Massachusetts Institute of Technology, travaille pour Motorola, puis obtient une maîtrise en éducation de la Harvard Graduate School of Education (en). Elle fonde une organisation à but non lucratif basée à Pacoima, Los Angeles, pour encourager les filles d'âge scolaire à poursuivre des carrières dans les  domaines des sciences, de la technologie, de l'ingénierie et des mathématiques. Elle siège également à la Commission des travaux publics de la ville de Los Angeles.

## Assemblée de l'État de Californie
À la suite de la démission de Raúl Bocanegra de l'Assemblée de Californie, Rivas déclare sa candidature à l'élection spéciale pour lui succéder. Rivas remporte l'élection spéciale du 5 juin 2018 et prête serment le 11 juin.

### Actions anti-logement
Rivas s'oppose aux propositions législatives qui réduiraient les réglementations strictes sur la construction de logements abordables le long de la côte californienne (qui comprend de nombreuses zones parmi les plus riches et les plus ségréguées de l'État),. Elle cherche à limiter la capacité des institutions religieuses à construire davantage de logements. Rivas est membre du Caucus législatif progressiste de Californie.

## Chambre des représentants des États-Unis

### Élections de 2024
Tony Cárdenas, le représentant sortant des États-Unis pour le 29e district du Congrès de Californie, annonce qu'il ne se présentera pas à la réélection en 2024. Rivas annonce sa candidature pour ce siège, avec le soutien de Cárdenas. Elle remporte les élections.

### Mandat
Avant le début du 119e Congrès, Rivas est élue représentante de la classe des étudiants de première année pour le caucus démocrate, battant la représentante américaine du Maryland, Sarah Elfreth, et la représentante américaine de Washington, Emily Randall.